# El Quinche
El Quinche ist ein östlicher Vorort der ecuadorianischen Hauptstadt Quito und eine Parroquia rural („ländliches Kirchspiel“) im Kanton Quito der Provinz Pichincha. Die Parroquia El Quinche gehört zur Verwaltungszone Tumbaco. Das Verwaltungsgebiet besitzt eine Fläche von 74,69 km². Die Einwohnerzahl betrug im Jahr 2010 16.056.  

## Lage
Die Parroquia El Quinche liegt in den Anden an der östlichen Peripherie des Ballungsraumes von Quito. Das Verwaltungsgebiet reicht im äußersten Südosten bis zum Hauptkamm der Cordillera Real mit der kontinentalen Wasserscheide. Dort erreicht die Parroquia eine maximale Höhe von 4200 m. Das Areal wird nach Westen und Nordwesten zum Río Guayllabamba hin entwässert. Der 2630 m hoch gelegene Hauptort El Quinche befindet sich 27 km ostnordöstlich vom Stadtzentrum von Quito an der Fernstraße E35 (Latacunga–Ibarra), welche östlich an Quito vorbei führt.
Die Parroquia El Quinche grenzt im Nordwesten an die Parroquia Guayllabamba, im zentralen Norden und im Nordosten an die Parroquias Ascázubi und Cangahua (beide im Kanton Cayambe), im äußersten Südosten an die Provinz Napo mit der Parroquia Oyacachi im Kanton El Chaco, im Süden und im Südwesten an die Parroquia Checa sowie im nördlichen Westen an die Parroquia Yaruquí.

## Ökologie
Der äußerste Nordosten der Parroquia El Quinche liegt innerhalb des Nationalparks Cayambe Coca.

## Geschichte
Die Parroquia El Quinche wurde am 27. Mai 1861 gegründet.